# Bohdan Berggrün

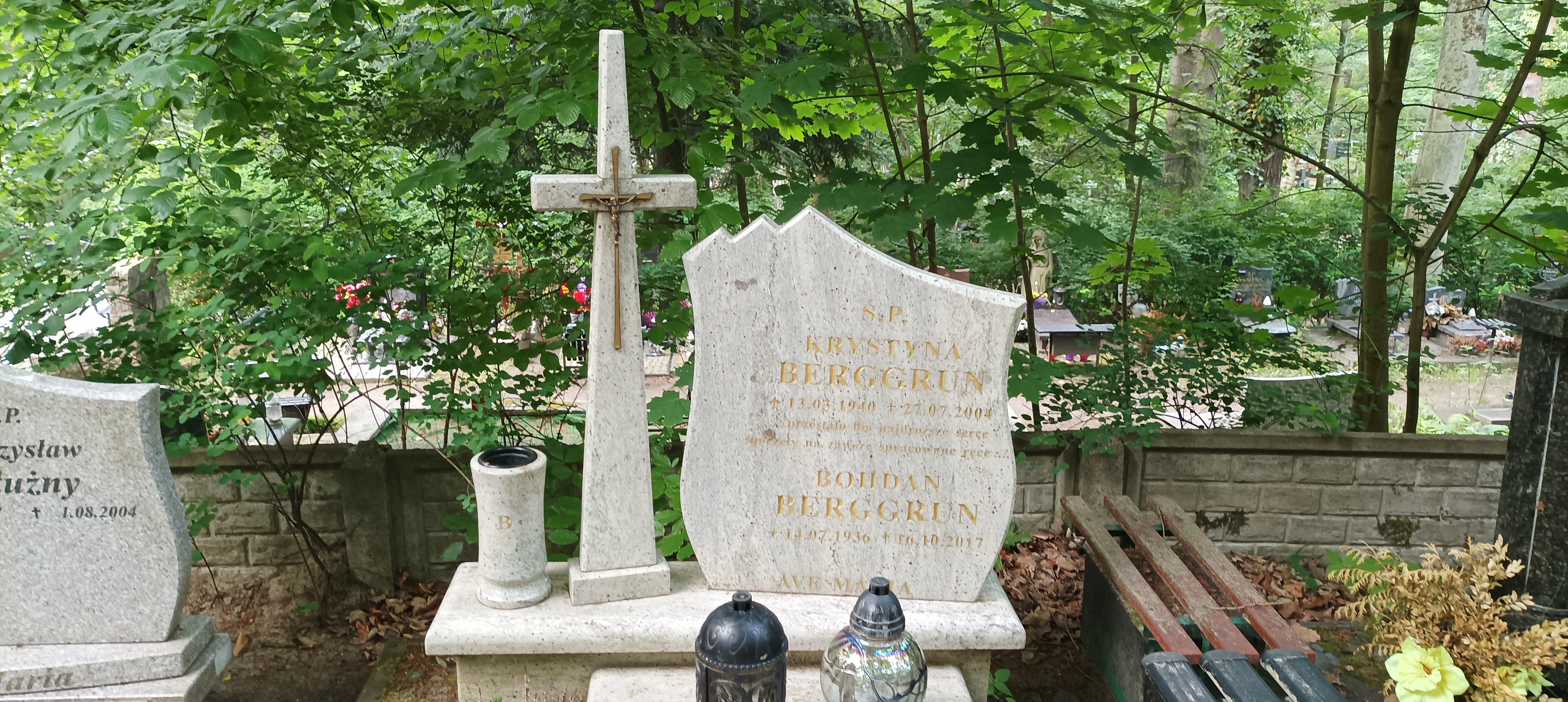
Grób Bohdana Berggrüna na cmentarzu Srebrzysko

Bohdan Berggrün (ur. 14 lipca 1936, zm. 16 października 2017) – polski żeglarz.

## Życiorys
W latach 1973–1974 był członkiem załogi jachtu „Otago” w stopniu II oficera, która uczestniczyła w pierwszej edycji regat okołoziemskich Whitbread Round The World Race. Załoga pod kierownictwem Zdzisława Pieńkawy zajęła wówczas trzynaste miejsce.
Członek kadry narodowej w klasach Finn i Soling. Utworzył sekcję regatową Jachtklubu Stoczni Gdańskiej, która w latach 80. była czołowym polskim zespołem żeglarskim. Należał do kapituły Bractwa Kaphornowców w stopniu żaglomistrza.
Zmarł w 2017 roku. Został pochowany na Cmentarzu Srebrzysko (rejon IX, taras V wojskowy-skarpa-3).

## Upamiętnienie
Yacht Club Rewa organizuje Memoriał Bohdana Berggrüna na łodziach klasy Puck.